# 돼지의 왕
《돼지의 왕》은 2011년에 개봉된 연상호 감독의 실화를 바탕으로 한 대한민국 성인 애니메이션 영화이다. 연상호 감독의 첫 장편 애니메이션으로, 2011년 부산국제영화제에서 3관왕을 차지했다.

## 성우
- 양익준 : 정종석 역
- 오정세 : 황경민 역
- 김혜나 : 김철 & 이명미 & 여고생 역
- 박희본 : 소년 황경민 & 여고생 역
- 김꽃비 : 소년 정종석 & 가라오케 종업원 여 역
- 조영빈 : 강민 역
- 한현민 : 안정희 역
- 이재형 : 송석응 & 철이 아빠 역
- 한윤서 : 종석의 누나 & 개주인 역
- 이수현 : 박찬영 역
- 정인기 : 출판사 사장 역
- 김재록 : 담임 선생님 역
- 김성현 : 체육 선생님 역
- 장효진 : 레코드점 주인 역
- 김성현 : 김종빈 역
- 연상호 : 이정민 & 김영 심부름 센타 & 학교 학생들 & 고양이 역
- 이주영 : 철이의 엄마 역
- 이돈용 : 경민의 아빠 역
- 허지웅 : 형사 1 역
- 최규석 : 형사 2 역
- 경순 : 종석 엄마 역
- 조영각 종석 아빠 & 학교 학생들 역
- 하명석 : 가라오케 종업원 남 & 학교 학생들 역
- 김민찬 : 학교 학생들 역
- 오승준 : 학교 학생들 역
- 강정우 : 이기원 역

## 수상
- 2011년 제16회 부산국제영화제 넷팩상
- 2011년 제16회 부산국제영화제 CGV 아트하우스상

## 관련 논문
- 서동수, 〈학교라는 시뮬라크르와 폭력의 시스템-영화 〈돼지의 왕〉을 중심으로〉, 《동화와 번역》 25, 건국대학교 GLOCAL(글로컬)캠퍼스 동화와번역연구소, 2013년
- 안영순, 〈상석권의 세계: 주네의 《엄중한 감시》와 연상호의 〈돼지의 왕〉〉, 《세계문학비교연구》 42, 세계문학비교학회, 2013년
- 류유희·이승진, 〈사회극 이론의 구조를 가진 애니메이션의 리얼리즘에 관한 연구 - 애니메이션 〈돼지의 왕〉을 중심으로〉, 《애니메이션연구》 10-1, 한국애니메이션학회, 2014년
- 조희원, 〈〈돼지의 왕〉 : 부조리한 세계, 불협화의 미학〉, 《미학》 83-3, 한국미학회, 2017년
- 최정윤, 〈작품 〈돼지의 왕〉과 〈사이비〉의 분석을 통해 본 연상호 애니메이션의 이미지〉, 《기초조형학연구》 18-2, 한국기초조형학회, 2017년

## 같이 보기
- 2011년 영화
- 대한민국 영화